# Булгарус
Пиеро Булгаро (лат. Bulgarus de Bulgariis, Bulgarus Causidicus, Bulgarus Bononiensis) († 1166) е италиански юрист, роден в Болоня. Той е най-известният представител на т.нар. Четири доктора на юридическото училище на Университет Болоня. Болонският университет е най-старият съществуващ университет в Европа.
Училището акцентитра в своята дейност върху правото на върховна власт на римските импертори. Булгарус е уважван глосатор, занимаващи се с изучаване, тълкуване и разпространение на античното римско право в Средновековна Европа. Школата по право на гласаторите е основана на Ирнерий, а влиянието ѝ се разпростира в Италия, Франция и Германия през XI–XIII век. Той е добър оратор и често определян като Златоуст (os aureum).
Булгарус е привърженик на употребата на буквата над духа на закона в правото, като неговите възгледи се налагат над останалите и поставят основите на правната наука в Болонския университет.
При сесията на римския райхстаг в Ронкалия през 1158 Булгарус поема водещата роля сред Четири доктора на юридическото училище на Университет Болоня и е в качеството на най-доверен съветник на император Фридрих Барбароса. Впоследствие е издигнат от императора за съветник и викарий на Болоня.
Най-известният му труд е коментарът му De Regulis Juris.
Особено влияние върху неговата научна дейност оказват Йоан Басиан, Азо и Акурсий.